# Стрихалюки
Стрихалюки́ (укр. Стрихалюки) — село в Подкаменской поселковой общине Золочевского района Львовской области Украины.
Население по переписи 2001 года составляло 10 человек. Занимает площадь 0,09 км². Почтовый индекс — 80671. Телефонный код — 3266.